# Luis Ruiz de Aguirre Urquijo
Luis Ruiz de Aguirre Urquijo (Barakaldo, 18 de novembre de 1908 - Sant Sebastià, 26 de juliol de 1989) conegut literàriament com a "Sancho de Beurko" va ser un polític espanyol, militant d'Acció Nacionalista Basca (ANV), Comissari General de l'Eusko Gudarostea i historiador dels esdeveniments bèl·lics dels quals havia estat protagonista.

## Biografia
Ruiz Aguirre va començar la seva carrera política com a militant d'ANV a Barakaldo, on va col·laborar amb la revista del partit, Tierra Vasca, i va participar activament en els grups paramilitars creats pels partits polítics en la subcomarca de l'Ezkerraldea.
Durant la Guerra Civil Espanyola, la seva activitat va ser més militar que política, la qual cosa el va portar a participar de primera mà en els combats. En 1937 va ser nomenat Comissari General del I Cos d'Exèrcit d'Euzkadi, el cos armat que va formar el Govern autonòmic basc, pel llavors lehendakari José Antonio Aguirre. Acabada la guerra es va exiliar a Veneçuela, on va continuar col·laborant amb Tierra Vasca i va començar la seva carrera literària narrant els fets bèl·lics en els quals havia participat, signant amb el pseudònim de «Sancho de Beurko».
En els anys 70 s'instal·la a Biarritz (Iparralde), i després de la mort de Francisco Franco es va traslladar a la localitat guipuscoana d'Hondarribia. En el post-franquisme va ser contrari a la integració d'ANV a Herri Batasuna, la coalició de partits de l'esquerra abertzale, encara que no va aconseguir el seu objectiu. Per això, a partir d'aquí, la seva vida va ser molt més historiogràfica que política, començant a recaptar testimonis per a complementar els seus arxius i així poder continuar escrivint i opinant sobre els diferents fets de la guerra com el Pacte de Santoña, el Bombardeig de Guernica i les batalles en les que havia participat.

## Obres
- Historia vasca de las anexiones con Castilla, Bilbon emandako hitzaldia 1933.
- Gudaris, Buenos Aires 1942.
- Vascos por el mundo, Lapurdin 1977.
- Prólogo y notas a el Informe del presidente Agirre al Gobierno de la República, Bilbo 1981.
- Prólogo a Eloy. Euskadi en llamas, Gasteizen 1979.
- Pido un monumento, Bilbon 1979.
- Viento y agua por los caminos, Bilbo 1980.
- El Ejercito Vasco en la Guerra Civil, Bilbo 1981.
- Semillas de mis surcos, Bilbon 1985.